# Isanemonia australis
Isanemonia australis is een zeeanemonensoort uit de familie Actiniidae. De anemoon komt uit het geslacht Isanemonia. Isanemonia australis werd in 1950 voor het eerst wetenschappelijk beschreven door Carlgren. 